# Categoría Primera A 2011
Categoría Primera A 2011 var den högsta divisionen i fotboll i Colombia för säsongen 2011. Divisionen består av två mästerskap - Torneo Apertura och Torneo Finalización - som korar två separata mästare. Divisionen kvalificerade även lag till Copa Sudamericana 2012 och Copa Libertadores 2012.

## Torneo Apertura
| Nr | Lag                    | S  | V  | O | F  | GM | IM | MS  | P  |
| -- | ---------------------- | -- | -- | - | -- | -- | -- | --- | -- |
| 1  | Once Caldas            | 18 | 11 | 3 | 4  | 32 | 17 | +15 | 36 |
| 2  | Deportes Tolima        | 18 | 10 | 4 | 4  | 35 | 21 | +14 | 34 |
| 3  | Atlético Nacional      | 18 | 10 | 3 | 5  | 33 | 27 | +6  | 33 |
| 4  | Envigado               | 18 | 8  | 8 | 2  | 30 | 21 | +9  | 32 |
| 5  | La Equidad             | 18 | 8  | 5 | 5  | 23 | 14 | +9  | 29 |
| 6  | Millonarios            | 18 | 8  | 4 | 6  | 31 | 23 | +8  | 28 |
| 7  | Deportivo Cali         | 18 | 8  | 3 | 7  | 21 | 24 | −3  | 27 |
| 8  | Cúcuta Deportivo       | 18 | 6  | 8 | 4  | 22 | 19 | +3  | 26 |
| 9  | Boyacá Chicó           | 18 | 8  | 1 | 9  | 25 | 24 | +1  | 25 |
| 10 | Deportes Quindío       | 17 | 7  | 4 | 6  | 22 | 29 | −7  | 25 |
| 11 | Itagüi Ditaires        | 18 | 6  | 6 | 6  | 24 | 23 | +1  | 24 |
| 12 | América de Cali        | 18 | 7  | 3 | 8  | 23 | 25 | −2  | 24 |
| 13 | Real Cartagena         | 18 | 6  | 5 | 7  | 24 | 25 | −1  | 23 |
| 14 | Santa Fe               | 18 | 5  | 6 | 7  | 18 | 22 | −4  | 21 |
| 15 | Junior                 | 18 | 5  | 4 | 9  | 19 | 28 | −9  | 19 |
| 16 | Atlético Huila         | 18 | 4  | 5 | 9  | 25 | 36 | −11 | 17 |
| 17 | Independiente Medellín | 18 | 4  | 3 | 11 | 19 | 30 | −11 | 15 |
| 18 | Deportivo Pereira      | 18 | 1  | 5 | 12 | 16 | 34 | −18 | 8  |

Färgkoder:
     – Kvalificerade för slutspel.

### Slutspel

#### Kvartsfinal
| Lag 1            | Resultat | Lag 2                 | 1:a matchen | 2:a matchen | Straffar |
| ---------------- | -------- | --------------------- | ----------- | ----------- | -------- |
| Millonarios (s)  | 1–1      | Once Caldas           | 1–0         | 0–1         | 5–4      |
| La Equidad       | 2–1      | Envigado              | 1–0         | 1–1         | —        |
| Deportivo Cali   | 2–2      | Atlético Nacional (s) | 1–0         | 1–2         | 1–4      |
| Cúcuta Deportivo | 2–4      | Deportes Tolima       | 1–3         | 1–1         | —        |

#### Semifinal
| Lag 1             | Resultat | Lag 2           | 1:a matchen | 2:a matchen | Straffar |
| ----------------- | -------- | --------------- | ----------- | ----------- | -------- |
| Millonarios       | 3–4      | La Equidad      | 2–2         | 1–2         | —        |
| Atlético Nacional | 3–2      | Deportes Tolima | 3–1         | 0–1         | —        |

#### Final
| Lag 1      | Resultat | Lag 2                 | 1:a matchen | 2:a matchen | Straffar |
| ---------- | -------- | --------------------- | ----------- | ----------- | -------- |
| La Equidad | 3–3      | Atlético Nacional (s) | 2–1         | 1–2         | 2–3      |

## Torneo Finalización
| Nr | Lag                    | S  | V | O | F  | GM | IM | MS  | P  |
| -- | ---------------------- | -- | - | - | -- | -- | -- | --- | -- |
| 1  | Junior                 | 18 | 8 | 7 | 3  | 28 | 22 | +6  | 31 |
| 2  | Itagüi Ditaires        | 18 | 8 | 6 | 4  | 24 | 18 | +6  | 30 |
| 3  | Once Caldas            | 18 | 8 | 5 | 5  | 34 | 23 | +11 | 29 |
| 4  | Millonarios            | 18 | 8 | 4 | 6  | 21 | 17 | +4  | 28 |
| 5  | Santa Fe               | 18 | 8 | 4 | 6  | 22 | 19 | +3  | 28 |
| 6  | Envigado               | 18 | 8 | 4 | 6  | 20 | 18 | +2  | 28 |
| 7  | Boyacá Chicó           | 18 | 6 | 9 | 3  | 19 | 16 | +3  | 27 |
| 8  | América de Cali        | 18 | 7 | 4 | 7  | 22 | 24 | −2  | 25 |
| 9  | Deportes Quindío       | 18 | 7 | 4 | 7  | 23 | 26 | −3  | 25 |
| 10 | Deportivo Pereira      | 18 | 5 | 9 | 4  | 23 | 16 | +7  | 24 |
| 11 | Deportivo Cali         | 18 | 6 | 5 | 7  | 15 | 20 | −5  | 23 |
| 12 | Atlético Nacional      | 18 | 5 | 7 | 6  | 24 | 23 | +1  | 22 |
| 13 | Independiente Medellín | 18 | 6 | 4 | 8  | 26 | 28 | −2  | 22 |
| 14 | Atlético Huila         | 18 | 6 | 4 | 8  | 20 | 22 | −2  | 22 |
| 15 | Deportes Tolima        | 18 | 6 | 4 | 8  | 21 | 25 | −4  | 22 |
| 16 | Real Cartagena         | 18 | 5 | 4 | 9  | 21 | 25 | −4  | 19 |
| 17 | La Equidad             | 18 | 3 | 7 | 8  | 12 | 22 | −10 | 16 |
| 18 | Cúcuta Deportivo       | 18 | 4 | 2 | 12 | 9  | 22 | −13 | 14 |

Färgkoder:
     – Kvalificerade för slutspel.

### Slutspel

#### Kvartsfinal
| Lag 1           | Resultat | Lag 2           | 1:a matchen | 2:a matchen | Straffar |
| --------------- | -------- | --------------- | ----------- | ----------- | -------- |
| Junior *        | 2–2      | Boyacá Chicó    | 0–0         | 2–2         | —        |
| Millonarios (s) | 3–3      | Envigado        | 1–2         | 2–1         | 7–6      |
| Itagüi Ditaires | 2–4      | Santa Fe        | 2–3         | 0–1         | —        |
| Once Caldas     | 2–0      | América de Cali | 0–0         | 2–0         | —        |

* Junior vidare eftersom Boyacá Chicó tilldömdes förlust i den första matchen.

#### Semifinal
| Lag 1      | Resultat | Lag 2       | 1:a matchen | 2:a matchen | Straffar |
| ---------- | -------- | ----------- | ----------- | ----------- | -------- |
| Junior (s) | 3–3      | Millonarios | 0–3         | 3–0         | 5–4      |
| Santa Fe   | 2–3      | Once Caldas | 1–1         | 1–2         | —        |

#### Final
| Lag 1      | Resultat | Lag 2       | 1:a matchen | 2:a matchen | Straffar |
| ---------- | -------- | ----------- | ----------- | ----------- | -------- |
| Junior (s) | 4–4      | Once Caldas | 3–2         | 1–2         | 4–2      |

## Sammanlagd tabell
De två mästarna kvalificerade sig automatiskt till Copa Libertadores 2012. Utöver det kvalificerade sig det bäst placerade laget i den sammanlagda tabellen till Copa Libertadores 2012. Vinnaren av Copa Colombia 2011 (Millonarios) kvalificerade sig till Copa Sudamericana 2012, tillsammans med de bäst placerade i den sammanlagda tabellen (och som inte tidigare kvalificerat sig till någon turnering). I tabellen räknas det in eventuella slutspelsmatcher. Lagen som vunnit ett mästerskap under året är skrivna i fet stil.
| Nr | Lag                    | S  | V  | O  | F  | GM | IM | MS  | P  |
| -- | ---------------------- | -- | -- | -- | -- | -- | -- | --- | -- |
| 1  | Once Caldas            | 44 | 23 | 10 | 11 | 76 | 47 | +29 | 79 |
| 2  | Millonarios            | 44 | 19 | 9  | 16 | 62 | 51 | +11 | 66 |
| 3  | Envigado               | 40 | 17 | 13 | 10 | 54 | 44 | +10 | 64 |
| 4  | Atlético Nacional      | 42 | 18 | 10 | 14 | 65 | 57 | +8  | 64 |
| 5  | Deportes Tolima        | 40 | 18 | 9  | 13 | 62 | 51 | +11 | 63 |
| 6  | Junior                 | 42 | 15 | 13 | 14 | 56 | 59 | −3  | 58 |
| 7  | La Equidad             | 42 | 14 | 14 | 14 | 44 | 43 | +1  | 56 |
| 8  | Santa Fe               | 40 | 15 | 11 | 14 | 46 | 46 | 0   | 56 |
| 9  | Itagüi Ditaires        | 38 | 14 | 12 | 12 | 50 | 44 | +6  | 54 |
| 10 | Boyacá Chicó           | 38 | 14 | 12 | 12 | 46 | 42 | +4  | 53 |
| 11 | Deportivo Cali         | 38 | 15 | 8  | 15 | 38 | 46 | −8  | 53 |
| 12 | Deportes Quindío       | 36 | 14 | 8  | 14 | 45 | 55 | −10 | 50 |
| 13 | América de Cali        | 38 | 14 | 8  | 16 | 45 | 51 | −6  | 50 |
| 14 | Real Cartagena         | 36 | 11 | 9  | 16 | 45 | 50 | −5  | 42 |
| 15 | Cúcuta Deportivo       | 38 | 8  | 18 | 12 | 41 | 51 | −10 | 42 |
| 16 | Atlético Huila         | 36 | 10 | 9  | 17 | 45 | 58 | −13 | 39 |
| 17 | Independiente Medellín | 36 | 10 | 7  | 19 | 45 | 58 | −13 | 37 |
| 18 | Deportivo Pereira      | 36 | 6  | 14 | 16 | 39 | 50 | −11 | 32 |

Färgkoder:
     – Kvalificerade för Copa Libertadores 2011.

     – Kvalificerade för Copa Sudamericana 2011.

## Nedflyttningstabell
|  |     | Lag               | Genomsnittspoäng | Spelade matcher | Totalpoäng |
|  | --- | ----------------- | ---------------- | --------------- | ---------- |
|  | 14. | Cúcuta Deportivo  | 1,250            | 108             | 135        |
|  | 15. | Envigado          | 1,241            | 108             | 134        |
|  | 16. | Itagüi Ditaires   | 1,222            | 108             | 132        |
|  | 17. | América de Cali   | 1,176            | 108             | 127        |
|  | 18. | Deportivo Pereira | 1,037            | 108             | 112        |

Färgkoder:
     – Till nedflyttningskval.

     – Nedflyttade.

## Nedflyttningskval
| Lag 1           | Resultat | Lag 2         | 1:a matchen | 2:a matchen | Straffar |
| --------------- | -------- | ------------- | ----------- | ----------- | -------- |
| América de Cali | 2–2      | Patriotas (s) | 1–1         | 1–1         | 3–4      |